# Ильичёв, Пётр Викторович
Пётр Викторович Ильичёв (род. 11 марта 1966, Подольск, Московская область) — российский дипломат. Чрезвычайный и полномочный посланник 1 класса (2018).
В прошлом — временный поверенный в делах Российской Федерации при ООН и в Совете безопасности ООН с 24 февраля по 26 июля 2017 года.

## Биография
В 1983 году окончил школу № 17 города Подольска с золотой медалью. Выпускник МГИМО МИД СССР. Владеет английским и французским языками.
Работал в Посольстве СССР на Маврикии, посольствах России в Кении и США. В центральном аппарате МИД занимал должности в Департаменте Африки и Департаменте международных организаций, где до последней загранкомандировки был начальником отдела и затем заместителем директора.
С 2012 года в Постпредстве России при ООН в Нью-Йорке, сначала как заместитель постпреда, впоследствии как первый заместитель Виталия Ивановича Чуркина.
С 6 декабря 2013 по 8 февраля 2018 года занимал должность первого заместителя постоянного представителя Российской Федерации при ООН.
С 20 февраля 2017, после смерти постпреда России при ООН Виталия Чуркина, фактически стал временно исполняющим обязанности постоянного представителя Российской Федерации при ООН и в Совете безопасности ООН. Спустя 4 дня официально был назначен временным поверенным в делах РФ при ООН.
С 8 февраля 2018 по декабрь 2024 года — директор Департамента международных организаций МИД России.
С 24 декабря 2024 года — директор Департамента по вопросам новых вызовов и угроз МИД России.

## Дипломатический ранг
- Чрезвычайный и полномочный посланник 2 класса (6 декабря 2013)[5].
- Чрезвычайный и полномочный посланник 1 класса (28 декабря 2018)[6].

## Награды
- Медаль ордена «За заслуги перед Отечеством» II степени (6 апреля 2021) — за большой вклад в реализацию внешнеполитического курса Российской Федерации и многолетнюю добросовестную дипломатическую службу[7].

## Семья
Женат, имеет дочь.